# 알프레드 챈들러
알프레드 듀폰 챈들러 주니어(Alfred DuPont Chandler Jr., 1918년 9월 18일 ~ 2007년 9월 28일)는 하버드 경영대학원과 존스 홉킨스 대학교의 경영학 교수이자 경영 사상가이다. 챈들러는 경영사학자로 19세기 소유경영, 가족경영 소기업 형태가 20세기 근대적 대기업 형태로 기업의 모습이 변하는 과정을 설명했다. 미국철학학회, 미국 예술 과학 아카데미 회원이다. 대표 저서로는 《보이는 손》(The Visible Hand)이 있으며 근대적인 의미로 경영사 분야를 개척하고 정립시키는데 큰 공헌을 한 것으로 평가받고 있다.

## 생애
챈들러는 1918년 미국 델라웨어주에서 태어났으며 S&P의 창업자인 헨리 바넘 푸어(Henry Varnum Poor)의 증손자이다. 5세경에 미국으로 돌아와서 미국 동부에서 초, 중등학교를 다녔다. 1940년 하버드대학을 졸업했고 제2차 세계대전 때 5년간 해군으로 복무했다. 하버드로 돌아와 1946년 대학원을 끝냈다. 이 후 1952년 박사학위를 취득하고 MIT와 존스 홉킨스 대학교에서 재직했다가 1970년 하버드 경영대학원 교수가 되었다. 이후 2007년에 사망할 때까지 하버드대학 경영대학원에서 연구와 강의를 수행했다.
챈들러의 대표적인 저작으로는 《전략과 구조》(Strategy and Structure: Chapters in the History of the Industrial Enterprise, 1962), 《보이는 손》(The Visible Hand, 1977), 《규모와 범위》(Scale and Scope, 1990)가 있다. 《전략과 구조》는 토머스 뉴커먼 상(Newcomen Awards in Business History)을, 《보이는 손》은 토머스 뉴커먼 상, 퓰리처 상 역사 부문과 밴크로프트 상(Bancroft Prize)을 받았다.
이 밖에도 그의 박사 학위 논문을 출간한 《헨리 바넘 푸어》(Henry Varnum Poor: Business Editor, Analyst and Reformer, 1956), 《피에르 듀폰과 근대적 대기업의 형성》(Pierre S. du Pont and the Making of the Modern Corporation, 1971), 《전자 세기의 창출》(Inventing the Electronic Century, 2005) 등 다수의 저서가 있다.

## 보이는 손 (The Visible Hand)
《보이는 손》 (The Visible Hand: The Managerial Revolution in American Business, 1977)은 알프레드 챈들러의 역작으로 뽑힌다. 이 책은 미국에서 생산 및 유통이 변해 온 과정과 관리되어 온 방식을 조사하여 어떻게 기업의 형태가 소규모 가족중심 기업에서 근대적 대기업으로 바뀌게 되었는가를 보여준다. 기존 시장 메커니즘에서 애덤 스미스가 말하던 보이지 않는 손이라고 지칭하던 시장의 힘을 경영이라는 보이는 손이 대체하여 경제 활동의 조유과 자원 배분에서 근대적 대기업이 형성되고 그 역할을 대신하게 된 것이다. 시장은 여전히 수요를 창출하지만, 근대적 대기업이 생산 및 유통 과정, 상품 흐름 조절 기능, 자금과 인력 분배 기능을 담당하게 되면서 미국 경제에서 가장 강력한 제도, 집단이 되었다. 근대적 대기업의 도래는 경영자 자본주의를 이끌었고 현재까지 계속 이어지는 경제형태가 되었다.
《보이는 손》은 "근대적 대기업이 왜, 언제, 어디에서, 어떻게 출현하게 되었는가?", "근대적 대기업의 지속적인 성장이 어떻게 가능하게 되었는가"라는 두 질문을 던진다. 챈들러는 이를 8가지 명제를 제시해 설명하고자 한다.

### 일반 명제

#### 제1명제
관리적 조율이 시장 메커니즘보다 더 높은 생산성, 낮은 비용, 높은 이윤을 실현할 수 있을 때 근대적 복수사업단위 기업이 소규모 재래기업을 대체한다.
여러 사업들 사이에 수행되던 거래들을 내부화함으로써 정보 탐색 비용과 거래 비용을 절감하는 효과를 가져오게 됨으로 근대적 복수사업단위 기업이 등장하게 되었다는 것이다.

#### 제2명제
여러 사업 조직들의 활동을 단일한 기업 안으로 내부화하는 것의 이득은 경영 위계가 창출된 뒤에야 이루어진다.
경영 위계가 존재하지 않는 복수사업단위 기업은 그저 독립적인 기업의 연합에 불과하다. 이런 연합체는 정보 비용과 거래 비용을 감소시킬 수는 있지만, 생산성 증진을 통한 비용감소는 이루어지지 않는다. 즉, 경영자의 위계질서, 중간 관리자와 최고 경영자 존재하고 중간 관리자의 업무 평가와 조율이 이루어질 때 이득이 극대화된다.

#### 제3명제
경제 활동의 규모가 증가하여 시장 메커니즘보다 관리적 조율이 더 효율적이고 이익을 많이내자, 역사상 처음으로 근대적 대기업이 출현했다.
근대 신기술(철도,항공)은 재화의 생산과 이동을 높은 수준으로 끌어올렸다. 늘어난 생산을 감당할려면 시장의 확대가 필수적이고 이에 따라 막대한 공급과 수요를 감당할 수 있는 근대적 기업이 성장했으며 번영을 누렸다.

#### 제4명제
경영 위계가 형성되고 관리적 조율이라는 기능을 훌륭하게 수행하면 위계 조직 자체가 바로 영속성,권력 그리고 지속적 성장의 원천이 된다.
재래 기업과 달리 근대적 대기업은 조합원이 조직에서 물러나도 조직이 와해되거나 재결성된다. 하지만 근대적 대기업은 경영 위계 제도를 가지고 있으므로 조직의 영속성을 지니게 된다. 제도와 시설이 지속되기 때문에 지속적인 성장도 가능하게 된다.

#### 제5명제
위계를 지위하는 봉급 경영자의 업무가 점점 더 전문화했다.
경영직이 전문적 기술이 되고 경영자들의 능력은 혈연이나 돈이 아닌 경험과 성과기반을 가지게 된다. 기업 내 경영자들의 훈련기간은 점점 장기화되고 체계화되었고 전문성이 높아졌다.

#### 제6명제
복수사업단위 기업의 규모가 커지고 업무 내용이 다양해지고, 기업 경영자도 전문화하면서 기업 경영은 소유와 분리되어 갔다.
근대적 대기업의 대두는 소유와 경영을 분립시켰다. 기존 재래기업은 소유자가 경영하고 경영자가 소유를 했다. 그러나 조직이 커지고 소유자가 맡을 수 있는 수준 이상의 경영자가 필요로 됨으로 근대적 대기업의 형태는 소유자와 경영자가 분리되었다. 중간 관리자가 등장하였고 봉급을 받고 일하는 봉급 경영자가 등장하였다.

#### 제7명제
직업 경영자가 의사 결정에서 현재의 이윤을 극대화하기보다는 기업의 장기적 안정과 성장에 유리한 정책을 선호한다.
봉급 경영자들에게 기업의 존속은 생애에 걸친 경력에서 핵심적인 문제이기 때문에 기업이 장기적으로 안정적이길 바란다. 그리고 직업 경영자는 이윤이 높을 경우 배당으로 받기보다 기업에 재투자하는 것을 선호하고 이런 방식이 조직의 지속적인 성장을 가져온다는 것이다.

#### 제8명제
대기업이 성장해 경제의 주요 부문을 지배하자 경제 전체의 기본 구조를 변화시켰다.
새로운 근대적 대기업이 시장의 역할을 완전히 대신하는 것은 아니다. 시장의 역할은 여전히 기초가 되고 새로운 기업형태는 생산으로부터 여러 단계 생산 공정을 거쳐 판매되기까지의 과정을 조율하고 통합하는 것을 시장으로부터 대체했다. 즉, 기술이 발전하고 시장이 확장되자 관리적 조율이 원래 시장이 맡던 조율 역할을 대신하고 조율하면서 미국 기업의 경영 혁명이 완성된 것이다.

위의 제1,2,3명제는 근대적 대기업의 등장을 설명해준다. 제4,5,6,7,8명제는 근대적 대기업이 지속적으로 성장할 수 있었던 배경과 원인을 설명해준다. 알프레드 챈들러는 이 저서를 통해서 근대적 기업의 변화와 발전에 대한 설명과 현대 경영에 대해 큰 공헌을 하였다.

## 저작
- Chandler, Alfred D. (1962). 《Strategy and Structure: Chapters in the History of the American Industrial Enterprise》. MIT Press.
- Chandler, Alfred D. (1977). 《The Visible Hand: The Managerial Revolution in American Business》. Belknap Press.
- Chandler, Alfred D. (1990). 《Scale and Scope: The Dynamics of Industrial Capitalism》. Cambridge MA.

## 같이 보기
- 제2차 산업 혁명
- 제임스 번햄

## 참고자료
- 알프레드 챈들러 (2014). 《보이는 손》. 번역 신해경; 김두얼; 임효정. 지식을만드는지식.
- 사회과학 명저 재발견 1